# Andréas Michalakópoulos
Andréas Michalakópoulos (en grec : Ανδρέας Μιχαλακόπουλος), né le 17 mai 1876 à Patras et mort le 7 mars 1938 à Athènes, est un homme politique libéral grec, Premier ministre de Grèce du 7 octobre 1924 au 26 juin 1925.
Membre du Kómma Filelefthéron (parti libéral) et proche, pendant plus de vingt ans, de son fondateur, Elefthérios Venizélos, il participe avec lui aux négociations des traités internationaux de Sèvres et de Lausanne et il cosigne en tant que ministre des Affaires étrangères la convention gréco-turque d'amitié (connue également sous le nom de traité d'Ankara) le 30 octobre 1930.
Il occupe des postes importants dans plusieurs gouvernements menés par Elefthérios Venizélos, Alexandros Zaimis et Konstantinos Tsaldaris : ministre des Affaires étrangères (1928-1933), ministre de l’Économie (1912-1916), ministre de l'Agriculture (1917-1918, 1920), ministre de Défense (1918).
Opposé à la dictature militaire de Ioánnis Metaxás, il est exilé à Paros en 1936.